# 欧陽
欧陽（おうよう、オウヤン）は、漢姓の一つ。『百家姓』の412番目。
2020年の中国公安部の統計によると、欧陽は複姓のうちでもっとも人口の多い姓であり、全国に111.2万人がおり、特に湖南省・広東省に多い。一方、台湾の2018年の統計では129番目に多い姓で、7,860人がいる。

## 由来
後世の文献によると、越の王室の子孫を烏程（現在の浙江省湖州市）の欧陽亭に封じたことにはじまるという。

## 著名な人物
- 欧陽生（中国語版） - 前漢の学者。伏勝から『今文尚書』を伝えた。
- 欧陽頠 - 南朝梁から陳にかけての軍人。
- 欧陽詢 - 唐の書家。
- 欧陽通 - 唐の書家。欧陽詢の子。
- 欧陽脩 - 北宋の政治家。
- 欧陽予倩 - 中華民国·中華人民共和国の劇作家・俳優・脚本家・映画監督。
- 欧陽格（中国語版） - 中華民国海軍少将。
- 欧陽可亮 - 甲骨文研究者・書家。
- 欧陽莎菲 - 香港の俳優。
- 欧陽菲菲 - 台湾出身の歌手。
- 欧陽夏丹 - 中華人民共和国のアナウンサー、ニュースキャスター。
- 欧陽娜娜 - 台湾出身のチェロ奏者・女優。
- ボビー・アウヨン - 香港の俳優。
- ジミー・O・ヤン - 香港出身のアメリカの俳優・スタンダップコメディアン。
- 欧陽耀冲 - 香港出身のサッカー選手。

### 架空の人物
- 欧陽鋒 - 金庸の武侠小説の登場人物。
- 欧陽寿通 - 兪万春の小説蕩寇志の登場人物、三十六雷将の一つ。